# イギリス飛行クラブ

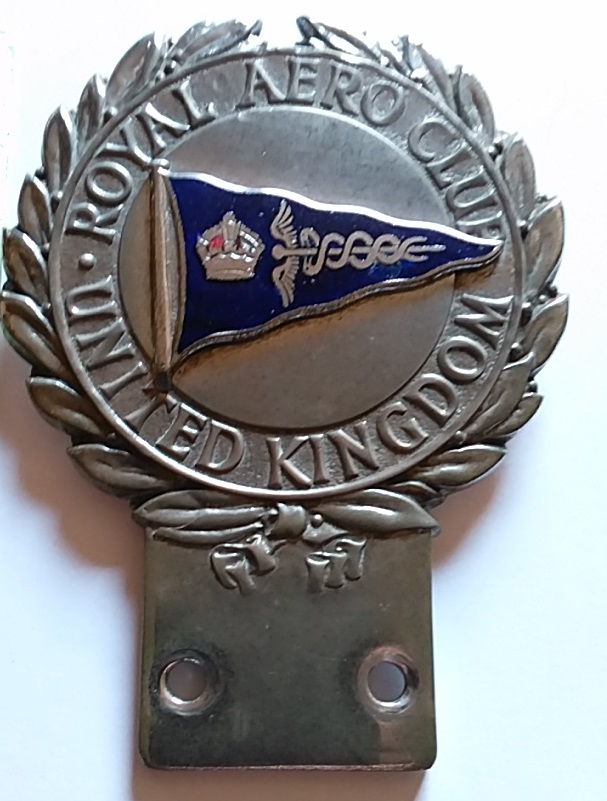
王立飛行クラブのカーバッジ、クラブのエンブレムがデザインされている。

イギリス飛行クラブ（イギリスひこうクラブ）または王立飛行クラブ（おうりつひこうクラブ、Royal Aero Club:略称 RAeC）はイギリスの国内スポーツ団体である。1901年に「イギリス飛行クラブ」(Aero Club of Great Britain)として設立され、1910年に王立飛行クラブ(Royal Aero Club)と改称された。

## 歴史
1901年、フランク・ヘッジズ・バトラー(Frank Hedges Butler)と娘のヴェラ・バトラー、後にロールス・ロイスの設立者となるチャールズ・ロールズが1898年に設立されたフランス飛行クラブに影響をうけて設立した。最初は気球による飛行を対象としたものであったが、ライト兄弟が1908年にヨーロッパで飛行機の飛行のデモンストレーションを行うと、スポーツとしての気球や飛行船の奨励という設立趣旨からはなれ、飛行機(「重航空機」)に、活動の重点を移し、定常的な活動の必要性からロンドンのピカデリーにクラブハウスを持った。このクラブハウスは火災にあう1961年まで使われた。
。
1909年に "Royal"の呼称が許され、1910年から、国際航空連盟の承認のもとで、航空免許の発行を管理することになった。イギリス国内の民間飛行や記録飛行、飛行大会を管轄した。
1909年の初めに、シェピー島のイーストチャーチにクラブのためにイギリス最初の飛行場をつくり、カントリー・ハウスを作り、会員は飛行場に小屋を作り飛行の機材を整備することができた。後に航空機会社、ショート・ブラザーズを経営するショート兄弟は最初に小屋を作り、会員の気球を製作し、クラブの公式エンジニアとなっていた。クラブがライト兄弟からライセンスを得てライト式飛行機を製造することを決めた時、ショート兄弟が組み立てることになった。
1909年5月1日にジョン・ムーア＝ブラバゾンがフランス製のヴォワザン機でシェピー島の海岸で500ヤード以上を飛行し、イギリス人のイギリスでの最初の飛行と認定された。同じ週にライト兄弟が飛行クラブを訪れ、ショート兄弟の工場を検査し、当時のイギリスの航空のパイオニアたちと面会した。ブラバゾンはその年の10月にショート兄弟の製造した、ライト式の飛行機（Short Biplane No. 2）で1マイル以上の飛行を行い、デイリー・メール新聞社が提供した賞金を獲得した。
1911年まで、イギリス陸軍は、パイロット養成学校を持たなかったので、初期の陸軍のパイロットは飛行クラブの会員が訓練し、陸軍のパイロットは飛行クラブの会員となった。第一次世界大戦の終了までに、6300人の陸軍のパイロットがクラブの飛行免許を取得した。

## イギリス飛行クラブが飛行免許を発行した最初の10人のパイロット
イギリス飛行クラブが飛行免許を発行した最初の10人のパイロットとその発行日は以下である。
- 1 - ジョン・ムーア＝ブラバゾン - 1910年3月8日
- 2 - チャールズ・ロールズ - 1910年3月8日
- 3 - アルフレッド・ローリンソン - 1910年4月5日
- 4 - セシル・グレース - 1910年4月12日
- 5 - ジョージ・バートラム・コックバーン - 1910年4月26日
- 6 - クロード・グラハム＝ホワイト - 1910年4月26日
- 7 - アレクサンダー・オジルビー - 1910年5月24日
- 8 - モーティマー・シンガー - 1910年5月31日
- 9 - L D L ギッブス - 1910年6月7日
- 10 - サミュエル・フランクリン・コーディ - 1910年6月14日